# Egon Ranshofen-Wertheimer
Egon Ranshofen-Wertheimer, (né le 4 septembre 1894 à Ranshofen/Braunau am Inn et mort le 27 décembre 1957 à New York) était un diplomate autrichien puis américain. Après avoir exercé la profession de journaliste, il est devenu un homme politique et un diplomate.

## Sa vie
Sa famille, étant d'origine juive, elle a dû fuir le régime nazi en 1938. Après avoir combattu pendant la Première Guerre mondiale, Ranshofen-Wertheimer revient à la vie civile avec des convictions marxistes. Il fait ses études à Vienne, Zurich, Berlin, Munich et Heidelberg jusqu'à 1921. Il développe une attitude de plus en plus pragmatique et passe à la social-démocratie. Il commence par travailler comme rédacteur à Hambourg de 1921 à 1924 et puis comme correspondant à l'étranger pour le journal démocrate Vorwärts à Londres. Il y a rédigé son premier livre Le Portrait du parti des travailleurs britanniques qui est devenu un bestseller. C'est aussi à Londres qu'il a rencontré le journaliste salzbourgeois Leopold Kohr.
Son livre a attiré l'attention du gouvernement britannique qui lui-même avait beaucoup d'influence sur la Société des Nations. Les réflexions politiques qu'il a exprimées dans son livre lui ont ouvert les portes de la carrière diplomatique. Il représente l'Autriche à Genève auprès de la Société des Nations de 1930 à 1940. La guerre venue, il émigre aux États-Unis où, en 1940-41, il travaille comme professeur à l'American University à Washington et de 1942 à 1945 pour le Carnegie Endowment for International Peace.
De 1945 à 1946, il a été consul pour les affaires de l'Organisation des Nations unies au département d'État des États-Unis. 
Egon Ranshofen-Wertheimer a soutenu le gouvernement américain dans sa lutte contre l'Allemagne hitlérienne. Avec son collègue Leopold Kohr, il écrivait entre autres pour le journal New York Times. De 1946 jusque sa mise à la retraite en 1955, il s'est occupé successivement des questions à la Corée, au Somaliland et à l'Érythrée pour l'Organisation des Nations unies. En 1956, il est devenu conseiller de la délégation autrichienne auprès de l'ONU.
Egon Ranshofen-Wertheimer est perçu comme un pionnier des Nations unies (voir son œuvre The International Secretariat - A Great Experiment in International Administration). Il s'est employé à ce que l'Autriche retrouve son indépendance. C'est aussi grâce à ses efforts que la République autrichienne a été admise aussi vite au sein des Nations unies.
Egon Ranshofen-Wertheimer a été enterré dans le tombe de sa famille au cimetière du château Ranshofen.

## Publications
- Egon Ranshofen-Wertheimer, Victory is not enough. The strategy for a lasting peace. W.W. Norton & Company Publishers, New York, 1942.
- Egon Ranshofen-Wertheimer, The International Secretariat - A Great Experiment in International Administration. Fondation Carnegie pour la paix internationale, Washington 1945